# 18601 Zafar
18601 Zafar este un asteroid din centura principală de asteroizi.

## Descriere
18601 Zafar este un asteroid din centura principală de asteroizi. A fost descoperit pe 23 ianuarie 1998 la Socorro, New Mexico, în cadrul proiectului LINEAR. Asteroidul prezintă o orbită caracterizată de o semiaxă mare de 2,41 ua, o excentricitate de 0,15 și o înclinație de 3,2° în raport cu ecliptica.